# Каплёносы
Каплёносы (пол. Kaplonosy) — деревня в Влодавском повете Люблинского воеводства Польши. Входит в состав гмины Вырыки. Находится примерно в 16 км к северо-западу от центра города Влодава. По данным переписи 2011 года, в деревне проживал 301 человек.
В 1975—1998 годах деревня входила в состав Хелмского воеводства.

## Население
Демографическая структура по состоянию на 31 марта 2011 года:
|         | Всего | До трудоспособного возраста | Трудоспособного возраста | Старше трудоспособного возраста |
| ------- | ----- | --------------------------- | ------------------------ | ------------------------------- |
| Мужчины | 140   | 18                          | 94                       | 28                              |
| Женщины | 161   | 32                          | 82                       | 47                              |
| Всего   | 301   | 50                          | 176                      | 75                              |